# Amel (Fluss)
Die Amel (französisch: Amblève) ist ein 93 km langer Nebenfluss zur Ourthe in Ostbelgien (Provinz Lüttich). Die Amel ist Teil des Einzugsgebietes der Maas. 

## Name
Für den Ursprung des Namens sind verschiedene Erklärungen vorgebracht worden. Quirin Esser argumentiert, dass der Name gallo-keltischen Ursprungs ist und sich von „Amblava“ ableitet, zusammengesetzt aus den Wörtern „amblis“ von der Wurzel „amb“ für „schwellen“ und „ava“ für „Bach, Fluss, Wasser“. Demzufolge ergibt sich die mögliche deutsche Übersetzung als „Schwellbach“. Schon in ältester Zeit sei der Name zu „Ambla“ verkürzt worden, was schließlich zum heutigen deutschen Flussnamen Amel geführt habe. Vom Namen des Flusses leite sich dann auch der Name des Ortes ab. Diese Herleitung wurde von Franz Cramer und Ernst Wilhelm Förstemann kritisiert. Sie gehen von einer ursprünglichen Form „Amelava“ aus. Der Einschub des „b“ ergebe sich aus der lateinisch-romanischen Tonverschiebung.
In der jüngeren Forschung wird diese Erklärung hingegen verworfen und eine Ableitung von der Grundform Ambla oder Ambila favorisiert. Demnach geben die Varianten Amblaua, Amblauia ein Kompositum aus „Ambl“ und „avia“ wieder, welches das germanische „agwjō“, „Au, zum Wasser Gehöriges, Land am Wasser“ als Grundwort hat. Demzufolge hat der Begriff Amblaua, Amlauia, aus dem sich das französische Amblève entwickelt hat, ursprünglich nur den Ort, bzw. die Siedlung an der Amel bezeichnet und sich erst später auch auf den Fluss übertragen.

## Geographie

### Verlauf
Ihre Quelle befindet sich nahe Honsfeld in der belgischen Eifel, an der Grenze zwischen den Gemeinden Amel und Büllingen auf 600 m O.P.
Die Amel fließt durch die Gemeinden Büllingen, Amel, Stavelot, Trois-Ponts und Aywaille. In der Nähe von Trois-Ponts sind die bekannten Wasserfälle von Coo. Die Amel mündet in Comblain-au-Pont in den Fluss Ourthe.

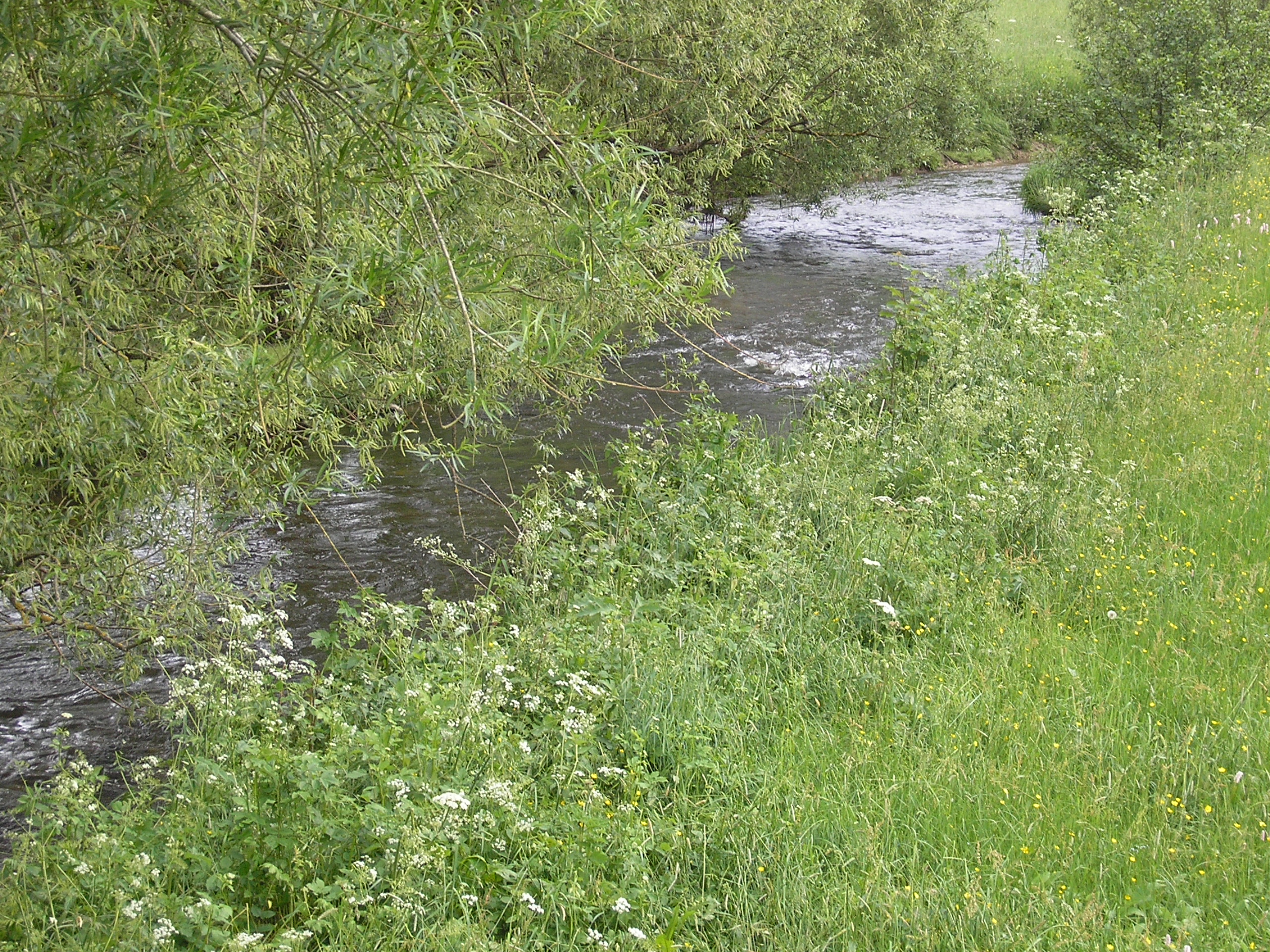
Die Amel bei Montenau
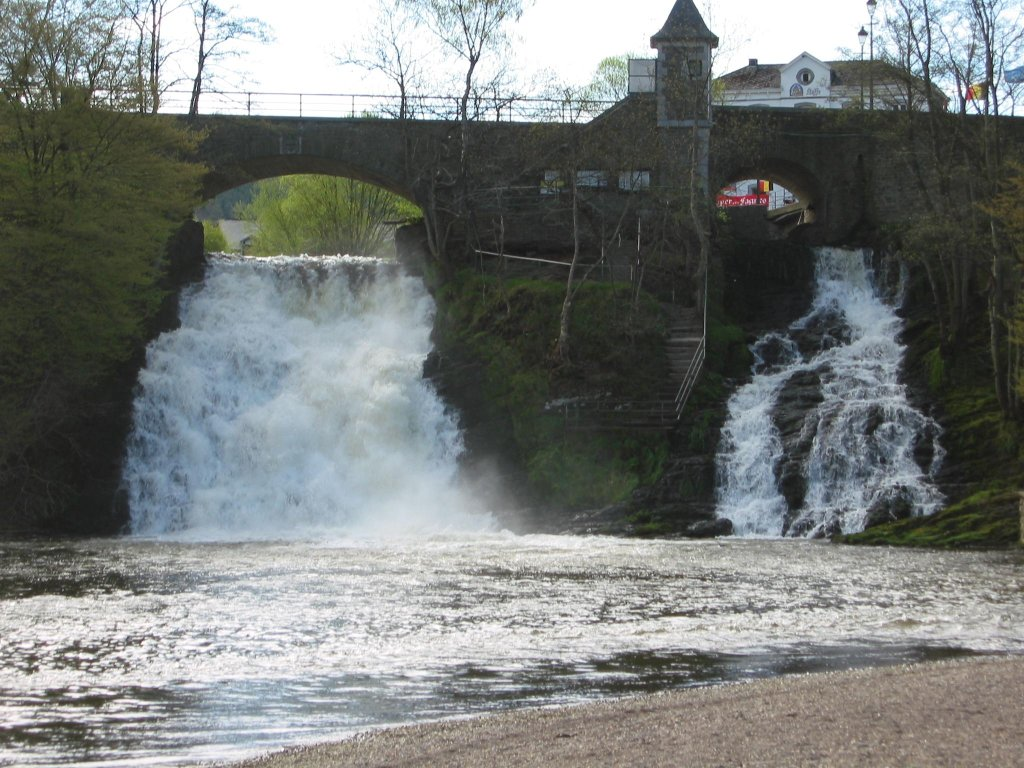
Die Wasserfälle von Coo
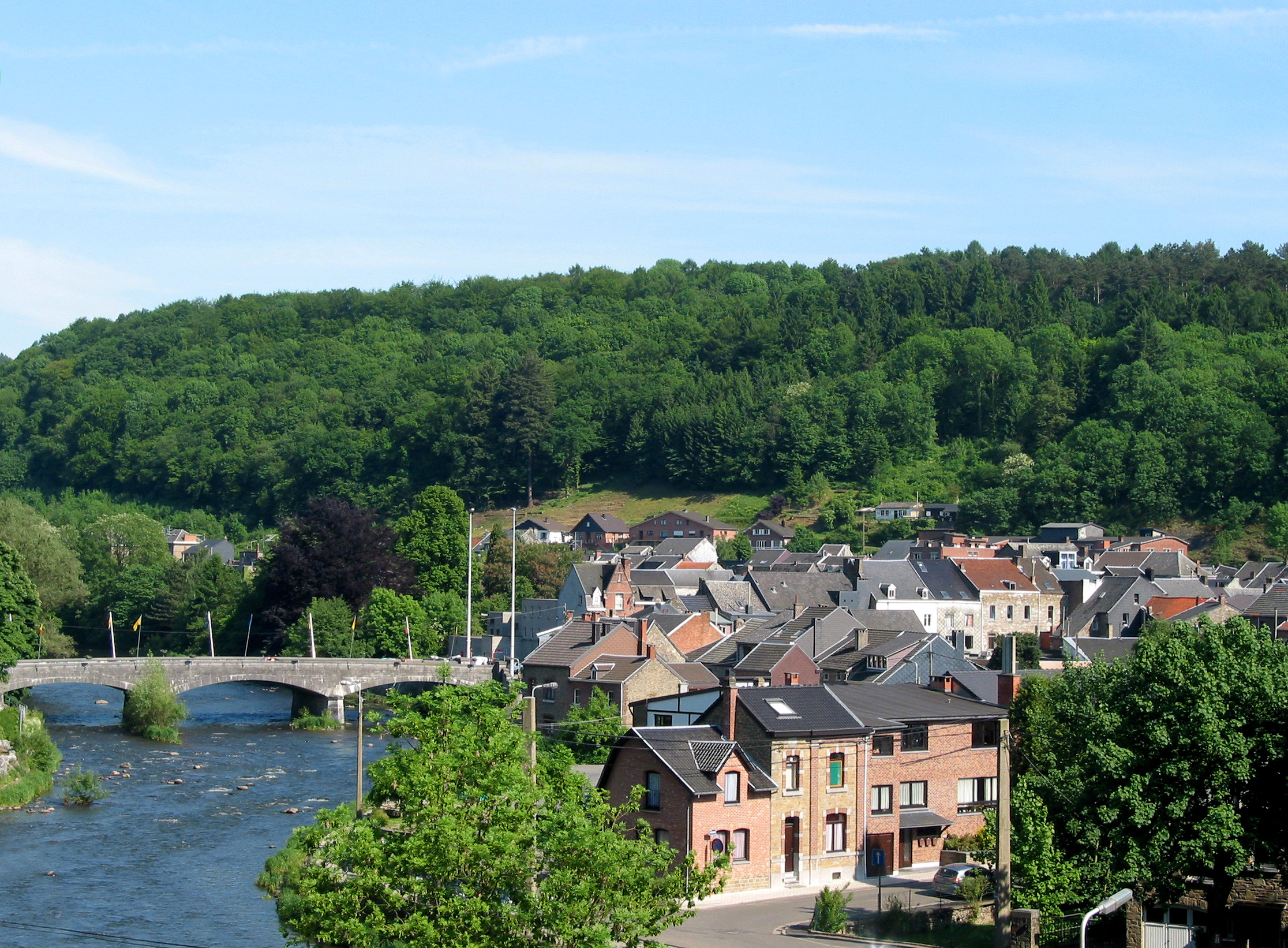
Die Amel in Aywaille

### Zuflüsse
Nebenflüsse der Amel sind die Warche und die Salm. Le Rubicon ist ein unterirdischer Nebenfluss der Amel. Er hat die Grotten von Remouchamps geformt. Le Rubicon ist in diesen seit 1912 der Öffentlichkeit zugänglichen Grotten auf 600 Meter befahrbar.